# Foca de bandes
La foca de bandes (Histriophoca fasciata) és una espècie de foca que viu al glaç estacional de les regions àrtiques i subàrtiques de l'oceà Pacífic nord, especialment al mar de Bering i el mar d'Okhotsk. Es caracteritza per la seva coloració llampant, amb dues amples bandes blanques i dos cercles blancs sobre un pelatge marró fosc o negre. És l'única espècie vivent del gènere Histriophoca.